# Lúcio Cornélio Mérula
Lúcio Cornélio Mérula (em latim: Lucius Cornelius Merula) foi um político da gente Cornélia da República Romana eleito cônsul em 193 a.C. com Quinto Minúcio Termo. 

## Consulado (193 a.C.)

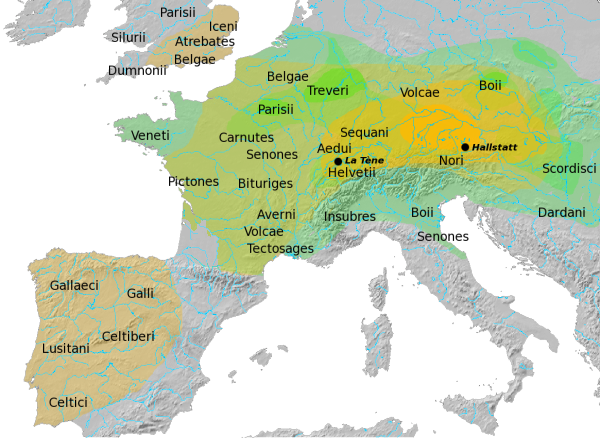
Território dos boios no norte da península itálica, uma região conhecida como Gália Cisalpina.

Foi eleito cônsul em 193 a.C. com Quinto Minúcio Termo. Um ano antes, com Caio Salônio, foi encarregado da fundação de uma colônia em Tempsa, em Brúcio. quando foi assumir o cargo, ocorreram uma série de terremotos, depois dos quais, depois de uma consulta aos Livros Sibilinos, foi decidida a realização de três dias de cerimônias religiosas antes que pudessem ser empossados.
Os dois foram encarregados de defender a República dos ataques dos lígures e boios na Gália Cisalpina. Termo partiu de Arretio e seguiu para Pisae, que estava cercada por 40 000 bárbaros e libertou a cidade, mas não enfrentou diretamente os inimigos por que tinha um número insuficiente de legionários.

### Batalha de Mutina (193 a.C.)
Enquanto isso, Mérula seguiu para o território dos boios, que, evitando o combate direto, deram-lhe a oportunidade de saquear o território. Ele seguiu para Mutina, onde os boios tentaram levá-lo para uma emboscada. Porém, ele conseguiu descobri-la antes e obrigou-os a lutar. Na batalha, as tropas aliadas e as coortes especiais, comandadas por Marco Cláudio Marcelo, que havia sido cônsul em 196 a.C., e Tibério Semprônio Longo, cônsul do ano anterior, começaram a ceder sua posição, mas Mérula seguiu para apoiá-los, primeiro com uma e depois com duas de suas legiões e ordenou um ataque da cavalaria aliada, conduzida por Caio Lívio Salinador, que estava na reserva, o que provocou o rompimento das linhas inimigos e levou os romanos à vitória.
Mérula escreveu para Roma para informar o Senado de sua vitória e recebeu de volta a ordem de retornar para a cidade para presidir as eleições, uma tarefa que competia a Minúcio, que estava impossibilitado de deixar a zona de guerra pois tentava impedir um ataque lígure ao território romano. O seu segundo em comando, Marco Cláudio Marcelo, enviou numerosas mensagens aos senadores criticando a sua condução da batalha e acusando-o de ter demorado para utilizar as tropas que estavam na reserva, provocando pesadas perdas ao exército romano, e de ter demorado também para utilizar a cavalaria romana, o que impediu os romanos de perseguirem com sucesso os fugitivos. Quando chegou a Roma, o cônsul fez seu próprio relato das suas operações militares, do estado de sua província e pede um triunfo. Porém, Termo foi criticado por ter deixado Marcelo à frente de seu exército enquanto estava ausente, o que impediu que ele fizesse seu próprio relato, e não Semprônio Longo, que havia sido cônsul no ano anterior. Dois tribunos da plebe anunciaram seu veto a um senatus consultum em favor do triunfo, que acabou não se realizando.